# Brintex Collective
Brintex Collective is een Nederlandse jazzband, bestaande uit Brenn Luiten (toetsen), Christopher Rijckaert (drums), Joop de Graaf (bas), Tommy van Leuken (synthesizer/gitaar), Antonio Moreno Glazkov (trompet) en Diana Dzhabbar (fluit/saxofoon).

## Geschiedenis
Brintex Collective werd in 2020 als een trio opgericht. Ze maken jazzmuziek dat wordt beïnvloed door hiphop en elektronische muziek en wordt geïnspireerd door jazzmuzikanten uit Londen en Amerika, zoals Alfa Mist en Robert Glasper. Over de jaren heen groeide de band uit tot een zestal muzikanten. In eind 2022 brachten ze hun eerste single Anthem uit. Kort daarna speelden ze begin januari op ESNS. In april 2023 werd hun eerste (titelloze) ep uitgebracht. In 2023 waren ze op verschillende festivals te vinden, zoals het Metropolis Festival, het North Sea Jazz Festival, Valkhof Festival en Into the Great Wide Open. In 2024 staat de band voor de tweede keer op ESNS.